# 杜昌业
杜昌业（?—?）。无锡人，南唐大臣。    
杜昌业是兵部尚书主管尚书省事，出江州任江州观察使，943年，李璟即位为皇帝，任用陈觉、冯延己、冯延鲁、魏岑、查文徽，他们把持败坏政事，南唐人把他们称作“五鬼”。杜昌业说：“国家用来掌握官爵的任免来驾驭群臣。如果一句话说中了皇帝的心意，就把他提拔到显要的地位。以后再有立功的人，拿什么来赏授！”946年，李璟命江州观察使杜昌业为吏部尚书，主管尚书省事。杜昌业回朝上任，翻阅帐册簿籍，拍案感叹：“几年之间，府库积累消耗过半，怎能持久！”其子杜镐。